# Anne Jackson
Anne Jackson, właśc. Anna June Jackson (ur. 3 września 1925 w Millvale w stanie Pensylwania, zm. 12 kwietnia 2016 w Nowym Jorku) – amerykańska aktorka. Wdowa po Elim Wallachu.

## Życiorys
Jej matka była Irlandką, a ojciec był emigrantem z Chorwacji. Była absolwentką słynnego Actors Studio w Nowym Jorku. W 1945 zadebiutowała na Broadwayu. To właśnie głównie teatrowi poświęciła swoją karierę. Miała jednak także na swoim koncie kilkadziesiąt drugoplanowych ról filmowych; jak również gościnne występy w serialach telewizyjnych.

## Życie prywatne
Od 5 marca 1948 do 24 czerwca 2014 była żoną aktora Eliego Wallacha. Mieli troje dzieci: Peter (ur. 1951), Roberta (ur. 1955) i Katherine (ur. 1958). Ich małżeństwo było jednym z najdłuższych i najbardziej udanych w historii Hollywood. Byli małżeństwem przez 66 lat.
Zmarła 12 kwietnia 2016 w swoim domu na Manhattanie.

## Filmografia

### Filmy
- Podróż (1959) jako Margie Rhinelander
- Sekretne życie amerykańskiej żony (1968) jako Victoria Layton
- Zakochani i inni (1970) jako Kathy
- Paskudny Dingus Magee (1970) jako Belle Nops
- Lśnienie (1980) jako pani doktor
- Oddajcie mi dziecko (1988) jako Lorraine Abraham
- Miłość to nie żart (1990) jako Adele
- Szalona rodzinka (1992) jako Mildred Aldrich

### Występy w serialach TV
- Nietykalni (1959-63) jako Edna Gordon (w odc. z 1962)
- Gunsmoke (1955-75) jako Phoebe Preston (w odc. z 1972)
- Autostrada do nieba (1984-89) jako Marge Malloy (w odc. 71. z 1987)
- Prawo i porządek (1990−2010) jako sędzia Jane Simons (w odc. 166. z 1997)
- Ostry dyżur (1994–2009) jako pani Langston (w odc. 194. z 2003)